# Kent Butterworth
Kent Butterworth (* 20. ledna 1953) je americký režisér a producent.
V animačním průmyslu začínal Butterworth koncem 70. let jako asistent animátora vytvářející titulky u společnosti Hanna-Barbera. Prvním seriálem, na němž pracoval, byla animovaná série The Robonic Stooges. Na začátku 80. let pracoval jako vedoucí zahraniční animace v Koreji a Japonsku pro Marvel, a to na animovaných seriálech The Incredible Hulk, Dungeons & Dragons a GI Joe. Dále pracoval pro Ralpha Bakshiho, Warner Bros., Fred Wolf Films a další, spolurežíroval také dva díly 1. řady seriálu Simpsonovi (Taková nenormální rodinka a Hezkej večer). V 90. letech pracoval pro společnost Fox Family Worldwide Haima Sabana jako producent a vedoucí jejich interního oddělení CGI. Jako asistent animátora se podílel rovněž na filmech o Scoobym-Doo, Batmanovi či americkém seriálu Wacky Races.

## Filmografie (výběr)
Jako režisér
- 1984: G.I. Joe: The Revenge of Cobra
- 1992: Tiny Toon Adventures: How I Spent My Vacation (video)
- 1993: Dobrodružství ježka Sonica (televizní seriál)
- 1995: What a Mess (televizní seriál)
- 1996: The Mouse and the Monster (televizní seriál)
- 1997: Johnny Bravo (televizní seriál)

Jako producent
- 1993: Dobrodružství ježka Sonica (televizní seriál)
- 1998: Monster Farm (televizní seriál)